# SuperDraft de la MLS 2019
El SuperDraft de 2019 fue el vigésimo evento de este tipo para la Major League Soccer. Se llevó a cabo en Chicago, Illinois, el 11 de enero. 

## Primera ronda
|  | Miembro de Generación Adidas |

| N.º | Jugador             | Equipo de la MLS                                                        | Universidad/Proyecto/Club                         | Posición       | Imagen |
| --- | ------------------- | ----------------------------------------------------------------------- | ------------------------------------------------- | -------------- | ------ |
| 1   | Frankie Amaya       | FC Cincinnati                                                           | Universidad de California en Los Ángeles          | Centrocampista |        |
| 2   | Siad Haji           | San Jose Earthquakes                                                    | Universidad de la Mancomunidad de Virginia        | Centrocampista |        |
| 3   | Santiago Patiño     | Orlando City                                                            | Universidad Internacional de Florida              | Delantero      |        |
| 4   | Callum Montgomery   | FC Dallas (desde Colorado Rapids)                                       | Universidad de Carolina del Norte en Charlotte    | Defensa        |        |
| 5   | Andre Shinyashiki   | Colorado Rapids (desde Chicago Fire)                                    | Universidad de Denver                             | Delantero      |        |
| 6   | Griffin Dorsey      | Toronto FC                                                              | Universidad de Indiana Bloomington                | Delantero      |        |
| 7   | Dayne St. Clair     | Minnesota United                                                        | Universidad de Maryland                           | Portero        |        |
| 8   | Sam Junqua          | Houston Dynamo                                                          | Universidad de California en Berkeley             | Defensa        |        |
| 9   | Tajon Buchanan      | New England Revolution                                                  | Universidad de Siracusa                           | Delantero      |        |
| 10  | John Nelson         | FC Dallas (desde Montreal Impact)                                       | Universidad de Carolina del Norte en Chapel Hill  | Defensa        |        |
| 11  | DeJuan Jones        | New England Revolution (desde Vancouver Whitecaps)                      | Universidad Estatal de Míchigan                   | Centrocampista |        |
| 12  | Luis Barraza        | New York City (desde Los Angeles Galaxy)                                | Universidad Marquette                             | Portero        |        |
| 13  | Logan Gdula         | FC Cincinnati (desde Philadelphia Union)                                | Universidad de Wake Forest                        | Defensa        |        |
| 14  | Akeem Ward          | D.C. United                                                             | Universidad Creighton                             | Defensa        |        |
| 15  | Chase Gasper        | Minnesota United (desde FC Dallas vía Colorado Rapids vía Chicago Fire) | Universidad de Maryland                           | Defensa        |        |
| 16  | Roy Boateng         | New York Red Bulls (desde Los Angeles FC vía FC Cincinnati)             | Universidad de California en Davis                | Defensa        |        |
| 17  | Sam Brown           | Real Salt Lake                                                          | Universidad de Harvard                            | Centrocampista |        |
| 18  | Jerome Williams Jr. | Columbus Crew                                                           | Universidad de Kentucky                           | Delantero      |        |
| 19  | Emil Cuello         | Los Angeles Galaxy (desde New York City)                                | Universidad Metodista del Sur                     | Centrocampista |        |
| 20  | Tucker Bone         | Seattle Sounders                                                        | Academia de la Fuerza Aérea de los Estados Unidos | Centrocampista |        |
| 21  | Kamar Marriott      | Sporting Kansas City                                                    | Universidad de la Costa del Golfo de Florida      | Defensa        |        |
| 22  | Janos Loebe         | New York Red Bulls                                                      | Universidad de Fordham                            | Delantero      |        |
| 23  | Ryan Sierakowski    | Portland Timbers                                                        | Universidad Estatal de Míchigan                   | Delantero      |        |
| 24  | Anderson Asiedu     | Atlanta United                                                          | Universidad de California en Los Ángeles          | Centrocampista |        |

## Segunda ronda
|  | Miembro de Generación Adidas |

| N.º | Jugador             | Equipo de la MLS                                              | Universidad/Proyecto/Club                      | Posición       | Imagen |
| --- | ------------------- | ------------------------------------------------------------- | ---------------------------------------------- | -------------- | ------ |
| 25  | Sean Nealis         | New York Red Bulls (desde FC Cincinnati)                      | Universidad Hofstra                            | Defensa        |        |
| 26  | Sergio Rivas        | San Jose Earthquakes                                          | Universidad de Seattle                         | Centrocampista |        |
| 27  | Kamal Miller        | Orlando City                                                  | Universidad de Siracusa                        | Defensa        |        |
| 28  | Marcello Borges     | Colorado Rapids                                               | Universidad de Míchigan                        | Defensa        |        |
| 29  | Tommy McCabe        | FC Cincinnati (desde Chicago Fire vía Philadelphia Union)     | Universidad de Notre Dame                      | Centrocampista |        |
| 30  | Jimmy Hague         | FC Cincinnati (desde Toronto FC)                              | Universidad Estatal de Míchigan                | Portero        |        |
| 31  | Hassani Dotson      | Minnesota United                                              | Universidad Estatal de Oregón                  | Centrocampista |        |
| 32  | Rece Buckmaster     | New York Red Bulls (desde Houston Dynamo vía Chicago Fire)    | Universidad de Indiana Bloomington             | Defensa        |        |
| 33  | Andrew Samuels      | Houston Dynamo (desde New England Revolution vía D.C. United) | Universidad de Maryland                        | Defensa        |        |
| 34  | Amar Sejdič         | Montreal Impact                                               | Universidad de Maryland                        | Centrocampista |        |
| 35  | Brendan McDonough   | Vancouver Whitecaps                                           | Universidad de Georgetown                      | Defensa        |        |
| 36  | Don Tchilao         | Los Angeles Galaxy                                            | Universidad Estatal de Oregón                  | Centrocampista |        |
| 37  | Ben Lundt           | FC Cincinnati (desde Philadelphia Union)                      | Universidad de Akron                           | Portero        |        |
| 38  | Tommy Madden        | Orlando City (desde D.C. United)                              | Universidad de Carolina del Norte en Charlotte | Centrocampista |        |
| 39  | Adam Wilson         | Toronto FC (desde FC Dallas vía Colorado Rapids)              | Universidad de Louisville                      | Centrocampista |        |
| 40  | Peter-Lee Vassell   | Los Angeles FC                                                | Harbour View FC                                | Centrocampista |        |
| 41  | Kyle Coffee         | Real Salt Lake                                                | Universidad de Washington                      | Delantero      |        |
| 42  | Jacob Hauser-Ramsey | Colorado Rapids (desde Columbus Crew)                         | Universidad de Connecticut                     | Defensa        |        |
| 43  | Abdi Mohamed        | New York City                                                 | Universidad de Akron                           | Defensa        |        |
| 44  | Joel Rydstrand      | Seattle Sounders                                              | Universidad Creighton                          | Centrocampista |        |
| 45  | Camden Riley        | Sporting Kansas City                                          | Universidad del Pacífico                       | Centrocampista |        |
| 46  | Mamadi Camara       | San Jose Earthquakes (desde New York Red Bulls)               | Universidad Simon Fraser                       | Delantero      |        |
| 47  | Lennart Hein        | Portland Timbers                                              | Universidad de San Luis                        | Defensa        |        |
| 48  | Amir Bashti         | Atlanta United                                                | Universidad Stanford                           | Delantero      |        |

## Tercera ronda
|  | Miembro de Generación Adidas |

| N.º | Jugador               | Equipo de la MLS                         | Universidad/Proyecto/Club             | Posición       | Imagen |
| --- | --------------------- | ---------------------------------------- | ------------------------------------- | -------------- | ------ |
| 49  | Rashawn Dally         | FC Cincinnati                            | Universidad Quinnipiac                | Centrocampista |        |
| 50  | Nathan Aune           | San Jose Earthquakes                     | Universidad de Seattle                | Defensa        |        |
| 51  | Ebenezor Ackon        | Chicago Fire                             | Universidad Estatal de Bowling Green  | Defensa        |        |
| 52  | Patrick Bunk-Andersen | Toronto FC                               | Universidad Clemson                   | Defensa        |        |
| 53  | Grant Stoneman        | Chicago Fire (desde Minnesota United)    | Universidad Loyola Chicago            | Defensa        |        |
| 54  | Brad Dunwell          | Houston Dynamo                           | Universidad de Wake Forest            | Centrocampista |        |
| 55  | Scott DeVoss          | Orlando City (desde Vancouver Whitecaps) | Universidad de Denver                 | Defensa        |        |
| 56  | Geo Alves             | D.C. United                              | Universidad de Vermont                | Centrocampista |        |
| 57  | Eduvie Ikoba          | FC Dallas                                | Dartmouth College                     | Delantero      |        |
| 58  | Javi Perez            | Los Angeles FC                           | Universidad de Pittsburgh             | Centrocampista |        |
| 59  | Justin Donawa         | Columbus Crew                            | Dartmouth College                     | Centrocampista |        |
| 60  | Aleks Berkolds        | Seattle Sounders                         | Universidad Estatal de San Diego      | Defensa        |        |
| 61  | Franky Martinez       | Sporting Kansas City                     | Universidad de Massachusetts Lowell   | Defensa        |        |
| 62  | Rashid Nuhu           | New York Red Bulls                       | Universidad de Fordham                | Portero        |        |
| 63  | Francesco Moore       | Portland Timbers                         | Universidad de Indiana Bloomington    | Defensa        |        |
| 64  | Shinya Kadono         | D.C. United (desde Atlanta United)       | Universidad de California en Berkeley | Centrocampista |        |

## Cuarta ronda
|  | Miembro de Generación Adidas |

| N.º | Jugador           | Equipo de la MLS                                                         | Universidad/Proyecto/Club                 | Posición       | Imagen |
| --- | ----------------- | ------------------------------------------------------------------------ | ----------------------------------------- | -------------- | ------ |
| 65  | Kevin Mendoza     | Los Angeles FC (desde FC Cincinnati)                                     | Universidad de la Libertad                | Centrocampista |        |
| 66  | Kevin Rodríguez   | Minnesota United (desde Orlando City vía New York City vía Orlando City) | Universidad del Norte de Illinois         | Delantero      |        |
| 67  | Robbie Mertz      | Colorado Rapids                                                          | Universidad de Míchigan                   | Centrocampista |        |
| 68  | Mark Forrest      | Chicago Fire                                                             | Universidad de Lehigh                     | Delantero      |        |
| 69  | Sean McSherry     | New York Red Bulls (desde Toronto FC)                                    | Universidad de Princeton                  | Centrocampista |        |
| 70  | Joey Piatczyc     | New York Red Bulls (desde Los Angeles Galaxy vía Los Angeles FC)         | Universidad de Virginia Occidental        | Centrocampista |        |
| 71  | Sam Ebstein       | FC Dallas                                                                | Universidad de California en Berkeley     | Delantero      |        |
| 72  | Dylan Castanheira | FC Dallas (desde Los Angeles FC)                                         | Universidad de Columbia                   | Portero        |        |
| 73  | Rafa Mentzingen   | Columbus Crew                                                            | Universidad de Valparaiso                 | Centrocampista |        |
| 74  | Mitchell Osmond   | Minnesota United (desde New York Red Bulls vía Orlando City)             | Universidad de Texas Valle del Río Grande | Defensa        |        |
| 75  | David Zalzman     | Portland Timbers                                                         | Universidad de Memphis                    | Centrocampista |        |

## Selecciones por posición
| Ronda   | Portero | Defensa | Mediocampista | Delantero | Totales |
| ------- | ------- | ------- | ------------- | --------- | ------- |
| Primera | 2       | 8       | 7             | 7         | 24      |
| Segunda | 2       | 9       | 10            | 3         | 24      |
| Tercera | 1       | 8       | 6             | 1         | 16      |
| Cuarta  | 1       | 1       | 6             | 3         | 11      |
| Totales | 6       | 26      | 29            | 14        | 75      |